# Bob Griese
Robert Allen Griese, detto Bob (Evansville, 3 febbraio 1945), è un ex giocatore di football americano statunitense che ha giocato nel ruolo di quarterback per tutta la carriera con i Miami Dolphins della National Football League (NFL). Dopo una carriera da All-American con i Purdue Boilermakers, Bob fu scelto nel 1967 dai Dolphins della American Football League. Griese guidò i Dolphins a tre apparizioni al Super Bowl consecutive, vincendone due (VII e VIII). Nel 1990 è stato inserito nella Pro Football Hall of Fame.

## Carriera professionistica

### Miami Dolphins

#### 1967-1969
Griese fu il quarto giocatore scelto nel draft comune tra AFL e NFL del 1967 parte dei Miami Dolphins. Griese fece registrare 2 005 yard e 15 touchdown nella sua stagione da rookie a Miami.
Scelto come AFL All-Star nei suoi primi due anni, Griese fu inserito nella formazione ideale della stagione All-Pro in altre sei occasioni nella carriera. Malgrado non abbia mai messo a referto statistiche eccezionali, le sue qualità di leader giocarono un ruolo importante nel condurre i Dolphins a competere in tre Super Bowl consecutivi, vincendo gli ultimi due.
Griese iniziò la stagione come riserva del quarterback John Stofa. Questi però si ruppe una caviglia nel primo quarto della prima gara della stagione 1967 e Griese lo sostituì portando la sua squadra alla vittotia per 35-21 sui Denver Broncos. I tre anni successivi furono delle stagioni difficili per la neonata franchigia dei Dolphins. Le vittorie giunsero raramente e dopo la stagione 1969 l'allenatore George Wilson fu licenziato.

#### 1970-1976
Il proprietario dei Dolphins Joe Robbie assunse Don Shula dai Baltimore Colts nel 1970 e immediatamente le fortune e la personalità dei Dolphins cambiarono. La squadra trovò una nuova disciplina e trovò ciò che le mancava per vincere una partita di football. Miami passò da un record di 3-10-1 nel 1969 a 10-4 nel 1970, raggiungendo i playoff. L'anno successivo arrivò la prima partecipazione al Super Bowl, perdendolo contro i Dallas Cowboys.

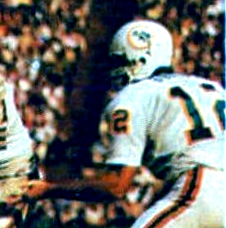
Griese nel Super Bowl VII

La stagione successiva iniziò bene, coi Dolphins che vinsero le prime gare del calendario contro avversari impegnativi. Nella quinta gara, Bob Griese subì un tackle da Deacon Jones e Ron East dei San Diego Chargers rompendosi una gamba e infortunandosi a una caviglia. A sostituirlo giunse Earl Morrall, appena tagliato dall'ex squadra di Shula, i Baltimore Colts. Morrall guidò Dolphins per il resto della stagione regolare, mantenendo la squadra imbattuta. Morrall guidò la AFC in passaggi, come Griese aveva fatto l'anno precedente. All'inizio dei playoff però, era evidente che Dolphins non erano forti abbastanza da durare a lungo nella post-season. Miami superò a malapena i Cleveland Browns, una squadra che avrebbero dovuto superare facilmente, mentre nel turno successivo ebbe una partenza lenta contro i Pittsburgh Steelers. Shula capì che quello era il momento di far tornare Griese in campo al posto dell'affaticato Morrall. Shula lo cambiò nell'intervallo e per la squadra fu come se non se ne fosse mai andato, guidando la franchigia alla seconda apparizione al Super Bowl consecutiva.
Malgrado la loro stagione da imbattuti, i Dolphins erano dati sfavoriti per due punti contro i Washington Redskins nel Super Bowl VII. Alla fine, coerentemente a come si era sviluppata la loro stagione, i Dolphins giocarono una perfetta prestazione basata sul controllo del pallone. Greise completò 8 passaggi su 11 per 88 yard e un touchdown, mentre Larry Csonka corse oltre 120 yard e la difesa dei Dolphins mise a segno 17 tackle guidata da Manny Fernandez, guidando la franchigia alla prima vittoria del Super Bowl della sua storia.
L'anno successivo, i Dolphins apparvero ancora più efficienti e dominanti. Anche se non rimasero imbattuti nella stagione regolare, essi tornarono facilmente al Super Bowl, dove dominarono i Minnesota Vikings nel Super Bowl VIII.
Nel 1975, Griese i Dolphins ebbero un'altra solida stagione. Nel finale di stagione contro i Baltimore Colts però, Griese si fratturò un dito del piede, rimanendo fuori per il resto dell'annata. I Dolphins terminarono 10-4 e mancarono i playoffs per la prima volta nell'era Shula. Nel 1976, i Dolphins furono affossati da molti infortunati e la squadra finì con un record 6-8 record, la prima volta nella carriera di Shula (iniziata nel 1963) che terminò con un record negativo.

#### 1977-1980
Negli ultimi anni di carriera, Griese continuò a giocare bene rimanendo sempre titolare a parte nei periodi in cui subì degli infortuni, e portando sempre i Dolphins a vincere almeno 10 gare in stagione fino al 1979. Nel 1980, Griese scoprì che avrebbe perso il posto di titolare in favore di Don Strock o del rookie David Woodley. Ad ogni modo, Griese uscì dalla panchina per diverse gare consecutive in cui guidò la squadra a diverse vittorie in rimonta. Dopo la stagione 1980, all'età di 35 anni, decise di ritirarsi.

## Palmarès
- Super Bowl : 2 Vittorie del Super Bowl (VII e VIII)
- (6) Pro Bowl (1970, 1971, 1973, 1974, 1977, 1978)
- (2) All-Pro (1971, 1977)
- (2) AFL All-Star (1967, 1968)
- Leader della NFL in passaggi da touchdown (1977)
- Bert Bell Award (1977)
- Numero 12 ritirato dai Dolphins
- College Football Hall of Fame (dal 1984)
- Pro Football Hall of Fame (dal 1990)
- Miami Dolphins Honor Roll

## Statistiche
| Gare | Tit. | Passaggi | Passaggi | Passaggi | Passaggi | Passaggi | Passaggi | Passaggi | Passaggi |
| Gare | Tit. | Comp     | Tent     | %        | Yard     | TD       | Int      | Rat      |          |
| ---- | ---- | -------- | -------- | -------- | -------- | -------- | -------- | -------- | -------- |
| 151  | -    | 1 926    | 3 429    | 56,2     | 25 092   | 196      | 172      | 77,1     |          |

Nota: statistiche AFL+NFL